# Acalymma gouldi
Acalymma gouldi är en skalbaggsart som beskrevs av Barber 1947. Acalymma gouldi ingår i släktet Acalymma och familjen bladbaggar. Inga underarter finns listade i Catalogue of Life.